# Club Alpino Austro-alemán

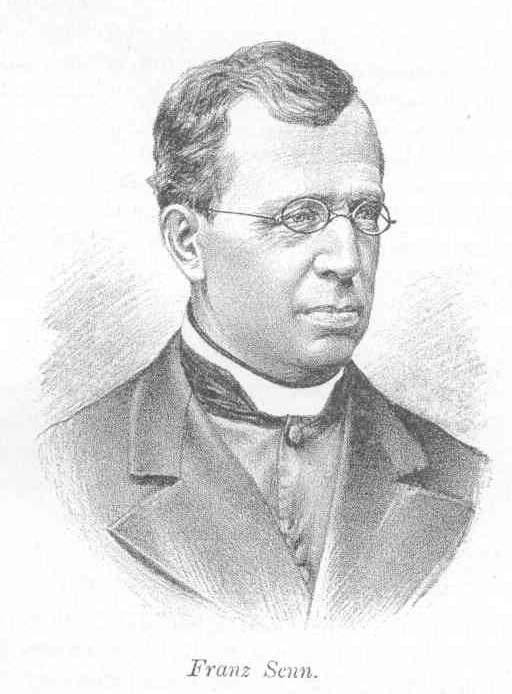
Franz Senn, fundador y primer presidente del club.

El Club Alpino Austro-Alemán en alemán Deutscher und Österreichischer Alpenverein (DuÖAV) fue una asociación de montañistas que nació de la fusión de las Sociedades Alpinas Austríaca y Alemana en 1873 diluyéndose en 1938.

## Historia
En 1862 se fundó en Viena, el Club Alpino de Austria (DuÖAV) con fines académicos: explorar y estudiar los glaciares de los Alpes. Esta fue la segunda Federación de Montañismo más antigua del mundo después del Club Alpino Británico. El 9 de mayo de 1869 se fundó en Múnich la Asociación de Montañismo de Alemania o Club Alpino Alemán (DAV); sus fundadores fueron miembros, en su mayoría, insatisfechos del club austriaco fundado siete años antes, estos querían apoyar al desarrollo turístico de los Alpes no sólo académicamente, sino a través de la construcción de refugios de alta montaña y caminos de acceso.
A sugerencia de Franz Senn, se produjo en 1873, la fusión del DAV con el OeAV naciendo así el Clup Alpino Austro-Alemán (DuÖAV). La asociación fue apoyada por los gobiernos de ambos países. En 1918, el Club Alpino adquirió un terreno de 40 km² en el territorio de la montaña Grossglockner cerca al glaciar Pasterze. Más tarde, en 1927 tomando como base este territorio y por iniciativa del DuÖAV, el gobierno formó el parque nacional de Hohe Tauern encargando al club que preservara la «originalidad y belleza de las altas montañas».
Desde inicios del siglo XX, el club ya estaba influenciado por el pensamiento de orientación nacionalista y antisemita. En una reunión celebrada en Viena en 1905 se escribió la primera cláusula aria a su reglamento: sólo podían ser miembros aquellos de ascendencia aria alemana. Entre 1907 y 1910 se expulsó y prohibió que judíos pudieran formar parte de la sección académica del club, es decir, geógrafos, geólogos, climatólogos, etc. En 1921 el Nacional Socialista Eduard Pichl, presidente del club comenzó a cumplir el antisemitismo de manera más estricta prohibiendo incluso el tránsito de judíos en territorios bajo administración del club alpino. El mismo año, los asociados de la zona Danubia dieron cuenta de que muchos judíos aficionados al montañismo fueron detenidos en su territorio, incluyendo a Viktor Frankl, Fred Zinnemann, Joseph Braunstein. En 1924 las 98 de las 110 bases del reglamento del club incluían un párrafo antisemita. Desde ese año ningún judío podía ser miembro o ser alojado en los refugios de montaña.
El club tuvo como sede Stuttgart entre 1933 y 1937, formando parte de la Federación Nacional Socialista del Reich para la Educación Física (LVD) del Tercer Reich con Hitler. Con el estallido de la Segunda Guerra Mundial, el club detuvo sus actividades hasta que el conflicto terminara. Debido a que muchos de sus miembros fueron nazis, el club ya no volvió a ver la luz luego de la guerra. En 1945, se restableció el Club Alpino Austríaco y en 1952 sucedió lo mismo con el Club Alpino Alemán.

## Expediciones

### Los Andes
Entre 1932 y 1938, las expediciones se centraron en el estudio y exploración de la Cordillera Blanca en el Perú. Lograron alcanzar la cumbre de los picos más famosos:
- Huascarán (1932).
- Chopicalqui
- Artensoraju (1932),
- Huandoy,
- Nevados Copa
- Quitaraju (1936),
- Pucajirca
- Contrahierbas

- Datos: Q371117
- Multimedia: Deutscher und Österreichischer Alpenverein / Q371117